# Jordan Kerby
Jordan Kerby (ur. 15 sierpnia 1992 w Hervey Bay) – australijski kolarz torowy i szosowy, dwukrotny medalista torowych mistrzostw świata.

## Kariera
Pierwsze sukcesy w karierze osiągnął w 2010 roku, kiedy zdobył złote medale w wyścigu punktowym i drużynowym wyścigu na dochodzenie podczas torowych mistrzostw świata juniorów w Montichiari. W kategorii elite pierwszy medal wywalczył w 2015 roku, zajmując drugie miejsce w wyścigu ze startu wspólnego podczas kolarskich mistrzostw Oceanii w Toowoombie.
W 2017 roku zdobył trzy medale. Najpierw zwyciężył w indywidualnym wyścigu na dochodzenie na mistrzostwach świata w Hongkongu. Następnie dwukrotnie stawał na podium podczas kolarskich mistrzostw Oceanii w Cambridge: w drużynowym wyścigu na dochodzenie zwyciężył, a w scratchu był drugi. W indywidualnym wyścig na dochodzenie zwyciężył także na rozgrywanych rok później kolarskich mistrzostwach Oceanii.